# Ливермор (Ајова)
Ливермор (енгл. Livermore) град је у америчкој савезној држави Ајова. По попису становништва из 2010. у њему је живело 384 становника.

## Демографија
Према попису становништва из 2010. у граду је живело 384 становника, што је -47 (-10.9%) становника више него 2000. године.
| Група             | 2000.       | 2010.       |
| Белци             | 428 (99,3%) | 369 (96,1%) |
| Афроамериканци    | 0 (0,0%)    | 2 (0,5%)    |
| Азијати           | 0 (0,0%)    | 0 (0,0%)    |
| Хиспаноамериканци | 2 (0,5%)    | 9 (2,3%)    |
| Укупно            | 431         | 384         |